# Marcel Lefebvre
Marcel François Marie Joseph Lefebvre CSSp FSSPX (francês: [maʁsɛl fʁɑ̃swa maʁi ʒɔzɛf ləfɛvʁ]; ( 29 de novembro de 1905 – 25 de março de 1991) foi um arcebispo católico francês que influenciou o catolicismo tradicional moderno. Em 1970, cinco anos após o fim do Concílio Vaticano II, ele fundou a Fraternidade Sacerdotal São Pio X , uma comunidade para formar seminaristas nos ritos tradicionais, na vila de Écône, Suíça. Em 1988, o Papa João Paulo II declarou que o Arcebispo Lefebvre incorreu na grave pena de Excomunhão prevista pelo direito canónico por consagrar quatro bispos apesar da expressa proibição do papa, porém, segundo Lefebvre, com base em um acordo feito com a Santa Sé ... "para a consagração de um bispo." 
Ordenado sacerdote diocesano em 1929, juntou-se a Congregação do Espírito Santo para o trabalho missionário e foi designado para lecionar em um seminário no Gabão em 1932. Em 1947, foi nomeado Vigário Apostólico de Dacar, Senegal, e no ano seguinte como Delegado Apostólico para a África Ocidental. Ao retornar à Europa, foi eleito Superior Geral da Congregação do Espírito Santo e designado para participar na redação e preparação de documentos para o próximo Concílio Vaticano II (1962-1965) anunciado pelo Papa João XXIII. Ele foi um importante líder do bloco conservador durante seus procedimentos. Mais tarde, ele assumiu a liderança na oposição a certas mudanças dentro da igreja associadas ao Concílio. Ele se recusou a implementar as reformas inspiradas no Concílio exigidas pela Congregação do Espírito Santo e renunciou à sua liderança em 1968. Em 1970, ele fundou a Fraternidade Sacerdotal São Pio X como uma pequena comunidade de seminaristas na vila de Écône, Suíça. com a permissão do bispo local.
Em 1975, após um surto de tensões com a Santa Sé, Lefebvre foi condenado a dissolver a sociedade, mas ignorou a decisão e continuou a manter as suas atividades e existência. Em 1988, contra a proibição expressa do Papa João Paulo II, consagrou quatro bispos para continuar o seu trabalho com a Fraternidade. A Santa Sé declarou imediatamente que ele e os outros bispos que participaram da cerimônia incorreram em excomunhão automática sob o direito canônico católico, que Lefebvre se recusou a reconhecer.

## Primeiros passos de Marcel Lefebvre
Oriundo de uma família de seis irmãos, um dos quais sacerdote e três religiosas. Sua mãe foi prisioneira na Primeira Guerra Mundial, e seu pai foi morto pelos nazistas na Segunda Guerra.
Marcel entrou no seminário e concluiu os seus estudos teológicos no Seminário Francês, em Roma, sob a orientação do pensador Padre Le Floch. Ele recebeu a ordem maior do subdiaconato pelo Bispo Carlo Raffaele Rossi em 30 de Março de 1929, no Seminário de Latrão e foi ordenado diácono em 25 de Maio de 1929 pelo Cardeal Basilio Pompilj, na Arquibasílica de São João de Latrão. Ordenado presbítero em 21 de Setembro de 1929, entrou na Congregação do Espírito Santo.
Em 1932 partiu em missão para o Gabão, África. Retorna a França onde permanece por 2 anos e vai para Dacar, em 1947. Nesse ano, é consagrado bispo pelo Cardeal Liénart. Foi nomeado por Pio XII Vigário Apostólico e, mais tarde, Delegado Apostólico para toda a África francófona (com o título de Arcebispo de Arcadiópolis)  e posteriormente Arcebispo de Dacar, onde esteve até 1962. A 8 de maio de 1953, foi agraciado com o grau de Comendador da Ordem Militar de Cristo, de Portugal.
A pedido do Papa, colaborou na elaboração de diretrizes missionárias para a evangelização da África, trabalho que resultou nos missionários "Fidei Donum" e na conversão de grande número de africanos ao Catolicismo.
Dom Lefebvre opunha-se, então, à constituição na África duma hierarquia episcopal indígena, que tornaria a Igreja africana autónoma da ação missionária européia, por acreditar que o momento ainda não era maduro doutrinariamente para a transição. Por causa das suas posições, o presidente do Senegal, Léopold Sédar Senghor, solicitou a Roma que o retirasse, no que foi atendido pelo Papa João XXIII.
Foi substituído na Arquidiocese de Dacar por Hyacinthe Thiandoum.
Regressado a França, foi nomeado bispo da menor diocese francesa, a de Tulle, no centro do país. Permaneceu lá apenas seis meses, pois em Julho de 1962 foi eleito superior-geral da Congregação do Espírito Santo.
Mais tarde, após o apelo de um grupo de seminaristas que queriam ser formados no rito tradicional, renunciou ao cargo de superior da Congregação do Espírito Santo, fundando, assim, a Fraternidade Sacerdotal São Pio X.

## Brasão
- Descrição: Escudo eclesiástico, partido: 1º de jalde com um leão rampante de sable armado e lampassado de goles; o 2º de jalde com uma cruz de goles carregada de uma estrela de cinco pontas, de argente , posta na interseção, e acantonada por quatro moletas de cinco pontas, de blau. O escudo assente em tarja branca, na qual se encaixa o pálio branco com cruzetas de sable. O conjunto pousado sobre uma cruz trevolada de de dois traços, de ouro. O todo encimado pelo chapéu eclesiástico com seus cordões em cada flanco, terminados por dez borlas cada um,postas: 1,2,3 e 4, tudo de verde, forrado de vermelho. Brocante sobre a ponta da cruz um listel de Argente com o lema ET NOS CREDIDIMVS CARITATI , em letras de sable.

- Interpretação: O escudo obedece às regras heráldicas para os eclesiásticos. O 1º e o 2º campos de jalde (ouro) traduzem nobreza, autoridade, premência, generosidade, ardor e descortínio.  O leão, sendo o “Rei dos Animais”, representa fortaleza, bravura e nobreza e seu esmalte sable (negro) simboliza: a sabedoria, a ciência, a honestidade e a firmeza. A cruz, combinação da pala com a faixa, é peça honrosa de primeira ordem e recorda as cruzadas e mais particularmente o Santíssimo Salvador, sendo de goles (vermelho) representa o fogo da caridade inflamada, bem como valor e socorro aos necessitados. A Estrela lembra a Virgem Maria, “Estrela da Manhã” e ”Aurora da Salvação” e, pelo seu metal argente (prata) traduz inocência, castidade, a pureza e eloquência. As moletas simbolizam as esporas dos cavaleiros cruzados, sendo de blau (azul), traduzem justiça, serenidade, fortaleza, boa fama e nobreza. O lema: “E nós cremos na caridade” foi tirado da Primeira carta de São João (1 Jo 4,16): “E nós conhecemos, e cremos na caridade que Deus nos tem”.

## D. Lefebvre no Concílio Vaticano II
D. Lefebvre integrou a comissão preparatória do Concílio Vaticano II. Terminado o Concílio, embora tivesse firmado todos os seus documentos, afligiam-no algumas questões entre as quais  a liberdade religiosa e o ecumenismo, assim como a colegialidade dos Bispos (que lhe parecia diminuir o poder do Papa). Tudo isto pareceu a Dom Lefebvre uma guinada da Igreja em direcção ao modernismo e ao liberalismo, condenados por Papas anteriores. Convencido de que o Concílio e reformas subsequentes conduzira os fiéis ao erro, o arcebispo colocou-se contra o que considerava ser a “protestantização da Igreja”. Nos anos seguintes, em repetidos artigos e homilias, falou contra as novidades trazidas pelo Concílio que, na sua opinião, punham em xeque a Tradição da Igreja e eram resultado de uma infiltração modernista, notadamente pela Missa Nova.

## A fundação da Fraternidade Sacerdotal de S. Pio X
Em 1970, D. Lefebvre decide fundar uma casa destinada à formação de sacerdotes no espírito pré-conciliar. Com autorização do bispo de Friburgo, na Suíça, nasce o seminário de Écône e a Fraternidade Sacerdotal de São Pio X (FSSPX), erecta canonicamente a 1 de novembro de 1970 pelo bispo da Diocese de Losana-Genebra-Friburgo.

## Dom Lefebvre e a FSSPX de 1970 a 1988

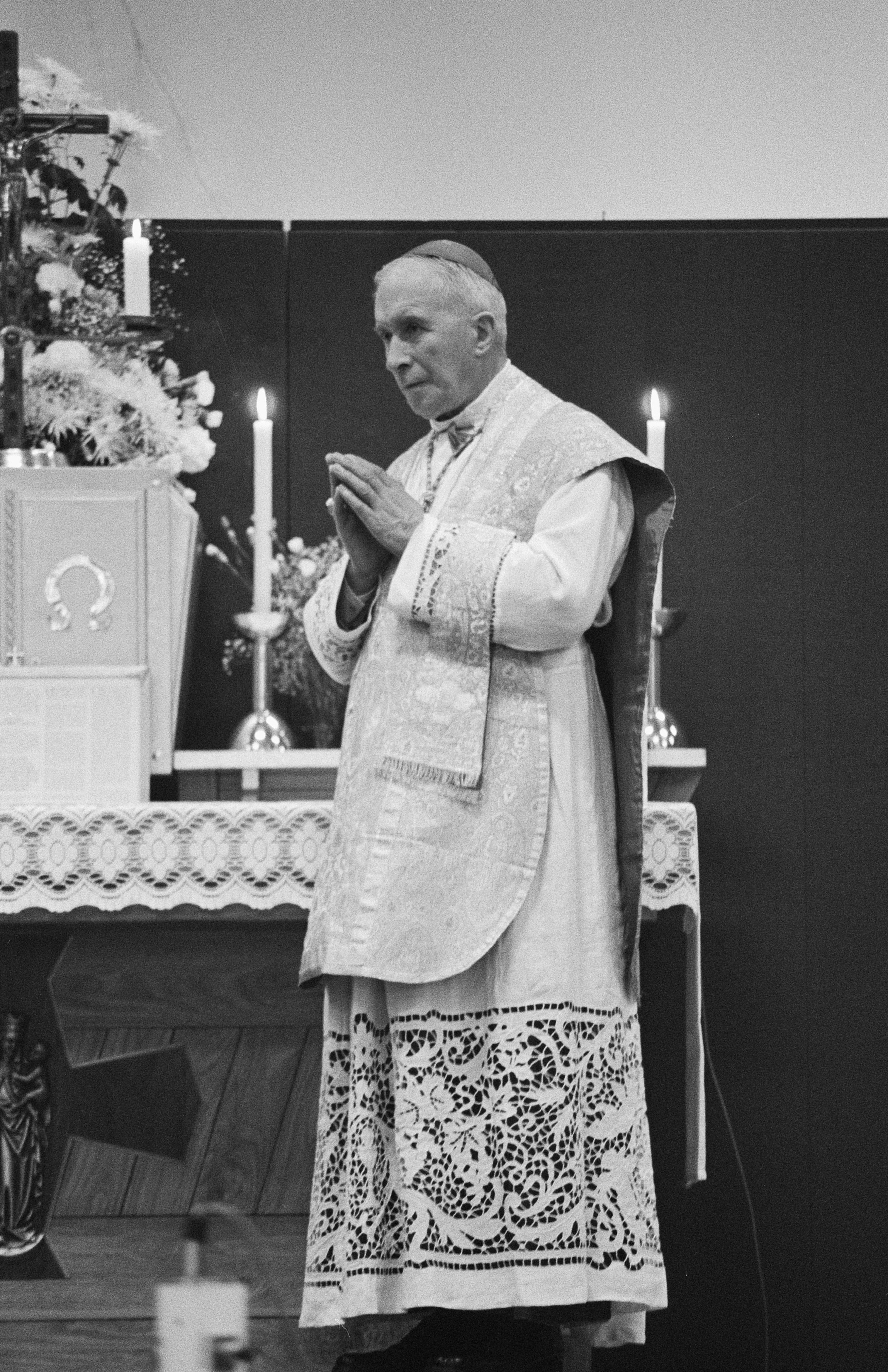
Marcel Lefebvre celebrando uma missa, em 1981.

Dom Lefebvre cria vários priorados na França, no Canadá e nos Estados Unidos com a finalidade de agrupar os sacerdotes e fiéis católicos que queriam praticar o catolicismo segundo a Doutrina e Sacramentos em sua forma anterior a reforma conciliar, além de  ordenar novos sacerdotes e suscitar vocações. Em maio de 1976, viaja novamente aos Estados Unidos e mantém contato com comunidades de católicos de Nova York, Saint-Paul e Minneapolis, além de visitar especialmente a Fraternidade de São Pio X, em Armada, no Estado do Michigan.
O Papa Paulo VI proibiu Dom Lefebvre ordenar sacerdotes, uma vez que o antigo arcebispo não queria celebrar a Missa segundo os ritos reformados. Essa proibição, para Mons. Lefebvre, não teve justificativa doutrinal e considerou uma ordem autoritária e inválida. Isso fez ocorrer em 29 de junho de 1976, em Écône, a sagração de sacerdotes feitas pelo Arcebispo, ordenando jovens seminaristas oriundos da França, Bélgica e Estados Unidos, numa cerimônia em que reafirma os motivos pelos quais devia agir e faz várias críticas ao modernismo na Igreja, ao Concílio Vaticano II e conseqüente e abrupta crise vocacional (sacerdotes e religiosos) na Igreja e à ao abandono do sacerdócio e da vida religiosa por parte de muitos.
Ele diz, com base na Bula de São Pio V que todos os sacerdotes tem o direito de rezar a Missa conforme o Missal codificado por São Pio V sem peso de consciência e que tais sanções seriam nulas graças ao Estado de Necessidade visto no antigo e novo Código de Direito Canônico. Em 22 de julho de 1976, o Vaticano aplica uma suspensão a divinis a Monsenhor Marcel Lefebvre, e uma suspensão aos 26 sacerdotes da FSSPX ilicitamente ordenados. Conseqüentemente, a partir daquele momento, levando-se em conta que as sanções foram válidas, Dom Lefebvre não poderia mais celebrar Missa, pregar, nem ministrar sacramentos.

## A tentativa de acordo entre Roma e a FSSPX
Roma pretende um acordo que regularize a situação da FSSPX. Após várias conversações, é firmado um acordo, em 5 de maio de 1988, assinado por Lefebvre e pelo cardeal Joseph Ratzinger (futuro Bento XVI).
Este acordo previa a regularização canónica da FSSPX, pela sua transformação em Sociedade de Vida Apostólica, e recebeu um mandato apostólico para a ordenação dum bispo entre os padres da Fraternidade.
Mons. Lefebvre, porém, removeu sua assinatura do acordo graças a adiação constante da data da sagração do bispo. Estava já com idade avançada e com saúde defasada, tinha câncer. Alegou que os bispos encarregados em decidir a data da sagração estavam fazendo o máximo possível para impossibilitá-la e que perdeu a confiança nas atuais autoridades romanas, não podendo esperar mais.
Carta de Dom Lefebvre ao Santo Padre João Paulo II:
"Beatíssimo Padre,

Os colóquios e encontros com o Cardeal Ratzinguer e com os seus colaboradores, embora tenham decorrido numa atmosfera de cortesia e de caridade, convenceram-nos de que o momento de uma colaboração franca e eficaz ainda não tinha chegado.
Com efeito, se qualquer cristão está autorizado a pedir às autoridades competentes da Igreja que seja conservada a fé do seu batismo, que dizer em relação aos sacerdotes, religiosos e religiosas?
Foi para manter intacta a fé do nosso batismo que tivemos de nos opor ao espírito do Vaticano II e às reformas que ele inspirou.
O falso ecumenismo, que está na origem de todas as inovações do Concílio, na liturgia, nas novas relações da Igreja e do mundo, na concepção da própria Igreja, conduziu a Igreja à sua ruína e os católicos à apostasia.
Radicalmente opostos a esta destruição da nossa fé, e decididos a mantermo-nos na doutrina e na disciplina tradicional da Igreja, especialmente no que diz respeito à formação sacerdotal e à vida religiosa, sentimos necessidade absoluta de ter autoridades eclesiásticas que partilhem as nossas preocupações e nos ajudem a premunir-nos contra o espírito do Vaticano II e contra o espírito de Assis.
Foi por isso que pedimos vários bispos, escolhidos na Tradição, e, na Comissão Romana, a maioria dos membros, para nos protegermos da possibilidade de comprometerem os acordos.
Tendo em conta a recusa em considerar os nossos pedidos, e sendo evidente que o objetivo desta reconciliação não é em absoluto o mesmo para a Santa Sé e para nós, julgamos preferível esperar tempos mais propícios ao regresso de Roma à Tradição.
É por isso que nos dotaremos dos meios para prosseguir a Obra que a Providência nos confiou, certos, pela carta de S. E. o Cardeal Ratzinguer de 30 de maio, de que a consagração episcopal não é contrária à vontade da Santa Sé, uma vez que é concedida para 15 de agosto.
Continuaremos a rezar para que a Roma moderna, infestada de modernismo, torne a ser a Roma católica e reencontre a sua Tradição bi-milenar.
Então o problema da reconciliação deixará de ter a razão de ser, e a Igreja encontrará uma nova juventude.Dignai-vos aceitar, Beatíssimo Padre, a expressão dos meus sentimentos muito respeitosos e filialmente devotos em Jesus e Maria."
No início da cerimônia de sagração espiscopal, pede-se ao Bispo que consagra que apresente o mandato ou delegação da Santa Sé:

“Esse mandato, temo-lo da Igreja Romana, sempre fiel à Santa Tradição que recebeu dos Apóstolos. Essa Santa Tradição é o depósito da Fé, que a Igreja nos manda transmitir fielmente a todos os homens, para a salvação das almas.
“Desde o Concílio Vaticano II até hoje, as autoridades da Igreja Romana estão animadas do espírito do modernismo; agiram contrariamente à Santa Tradição: “Já não suportarão a sã doutrina (…). Hão de afastar os ouvidos da verdade, aplicando-os a fábulas”, como diz S. Paulo na segunda epístola a Timóteo (IV, 3-5). É por isso que consideramos sem nenhum valor todas as sanções e todas as censuras dessas autoridades.
“Quanto a mim, quando “já me ofereci em sacrifício e já chegou o momento da minha partida”, ouço o apelo dessas almas que pedem que lhes seja dado o Pão de Vida que é Jesus Cristo. Tenho pena dessa multidão. Constitui, pois, para mim uma grave obrigação transmitir a graça do meu episcopado aos caros padres que aqui estão, para que possam, por sua vez, conferir a graça sacerdotal a outros clérigos, numerosos e santos, instruídos segundo as santas tradições da Igreja Católica.
“É em virtude desse mandato da Santa Igreja Romana, sempre fiel, que escolhemos para o Episcopado na Santa Igreja Romana os padres aqui presentes, como auxiliares da Fraternidade Sacerdotal São Pio X:
“P. Bernard Tissier de Mallerais,
“P. Richard Williamson,
“P. Alfonso de Galarreta,
“P. Bernard Fellay.”

## As ordenações episcopais de 1988 e a reação de Roma
Dom Lefebvre decide ordenar novos bispos para a Fraternidade, e anuncia a realização da cerimónia para 30 de junho de 1988, em Écône. O Papa João Paulo II pede-lhe expressamente que o não faça, mas Lefebvre sagra quatro bispos de entre os padres da Fraternidade — não lhes conferindo, porém, qualquer jurisdição. Consagrou os novos bispos juntamente com Dom António de Castro Mayer, bispo emérito de Campos (Brasil), que nessa diocese reunia cerca de 25 sacerdotes (União Sacerdotal São João Maria Vianney) que continuavam a celebrar o rito romano tradicional. Foram eles o suíço Bernard Fellay, o francês Bernard Tissier de Mallerais, o espanhol Alfonso de Galarreta e o inglês Richard Williamson. Tal acto acarretaria, canonicamente, a excomunhão latae sententiae (automática), por constituir um acto em si mesmo desobediente. Lefebvre invocou o estado de necessidade, segundo o qual todas as penas de excomunhão latae sententiae seriam nulas. Dois dias depois, João Paulo II publica o motu proprio “Ecclesia Dei”, que manifesta a "grande aflição da Igreja católica por causa das ordenações episcopais ilegais", declara a excomunhão de Lefebvre e dos bispos por ele ordenados e convida os seus seguidores a afastarem-se da Fraternidade.
A excomunhão dos quatro bispos por ele ordenados foi revogada no Vaticano, em 24 de janeiro de 2009, pelo próprio Papa Bento XVI, no seu desejo de encontrar uma plena reconciliação com a Fraternidade Sacerdotal São Pio X.
Na opinião do antigo Prefeito da Congregação para a Doutrina da Fé, o Arcebispo alemão Gerhardt Müller, em entrevista de 2014,  Monsenhor Lefebvre morreu excomungado, e os bispos por ele ordenados ilicitamente, embora agraciados pelo Papa Bento XVI com a suspensão da excomunhão canônica, mantiveram a excomunhão sacramental, por se mantiverem sectaristas e desobedientes ao magistério da Igreja. Segundo suas próprias palavras: "Mesmo após o fato, jamais fechamos as portas e os convidamos a reconciliar-se. Mas eles devem mudar sua atitude, aceitar as condições da Igreja Católica e o Supremo Pontífice como critério definitivo de pertença”. Esta distinção entre excomunhão canónica e sacramental não existe porém no Código de Direito Canónico. 
Em 2015, o Papa Francisco devolveu canonicamente as faculdades sacerdotais dos padres da fraternidade, ao conferir-lhes o direito de atenderem a confissões e celebrarem matrimônios de forma válida e lícita. Segundo ele, “o estado atual das relações é de fraternidade”. Além disso, assegurou que “com Dom (Bernard) Fellay temos uma boa relação, falamos algumas vezes. Eu não gosto de apressar as coisas…, caminhar, caminhar…, e logo já veremos. Para mim não é um problema de vencedores ou de vencidos. É um problema de irmãos que devem caminhar juntos procurando a forma de dar passos adiante”.

## A morte de Marcel Lefebvre
D. Marcel Lefebvre morre, aos 85 anos, em Martigny, a 25 de março de 1991.

## Obras
- Lefebvre, Marcel (1998). Um Bispo Fala, 1963–1974. Kansas City, Mo.: Angelus Press. ISBN 0-935952-16-0
- Lefebvre, Marcel (1998). Eu Acuso o Concílio! 2nd ed. Kansas City, Mo.: Angelus Press. ISBN 978-0-935952-68-1[18]
- Lefebvre, Marcel (1987). Carta Aberta aos Católicos Perplexos. Kansas City, Mo.: Angelus Press. ISBN 978-0-935952-13-1[19]
- Lefebvre, Marcel (1997). Contra as Heresias. Kansas City, Mo.: Angelus Press. ISBN 978-0-935952-28-5
- Lefebvre, Marcel (2013). Do Liberalismo à Apostasia, a Tragédia Conciliar. Rio de Janeiro: Permanencia. ISBN 9788585432010
- Lefebvre, Marcel (2000). O Mistério de Jesus: As meditações do Arcebispo Marcel Lefebvre. Kansas City, Mo.: Angelus Press. ISBN 978-1-892331-02-1
- Lefebvre, Marcel (2001). Liberdade Religiosa Questionada – A Dúbia: Minhas dúvidas sobre a Declaração de Liberdade Religiosa de Vaticano II. Kansas City, Mo.: Angelus Press. ISBN 978-1-892331-12-0
- Lefebvre, Marcel (2007). A Missa de Sempre: O Tesouro Escondido. Kansas City, Mo.: Angelus Press. ISBN 978-1-892331-46-5
- Lefebvre, Marcel (2000). Jornada Espiritual. [S.l.]: Angelus Press. ISBN 9780935952162
- Lefebvre, Marcel (2011). A Santidade Sacerdotal. [S.l.]: Ediciones Río Reconquista. ISBN 9780983170518
- Lefebvre, Marcel (2017). As Acusações de um Homem Inocente. [S.l.]: Toplink Publishing, LLC. ISBN 9781947620773
- Lefebvre, Marcel. Vida em abundância: Reflexões e meditações sobre textos da Palavra de Deus. [S.l.]: Éd. paulines. ISBN 9782890399723
- Lefebvre, Marcel (2011). Vida Espiritual Segundo São Tomas de Aquino. Rio de Janeiro: Permanência. ISBN 9788585432041
- Lefebvre, Marcel (1995). Igreja do Modernismo. [S.l.]: Wers. ISBN 9788390160658
- Lefebvre, Marcel (1999). Sermões do Arcebispo Marcel Lefebvre. [S.l.]: Te Deum. ISBN 9788387770037